# Antifaz

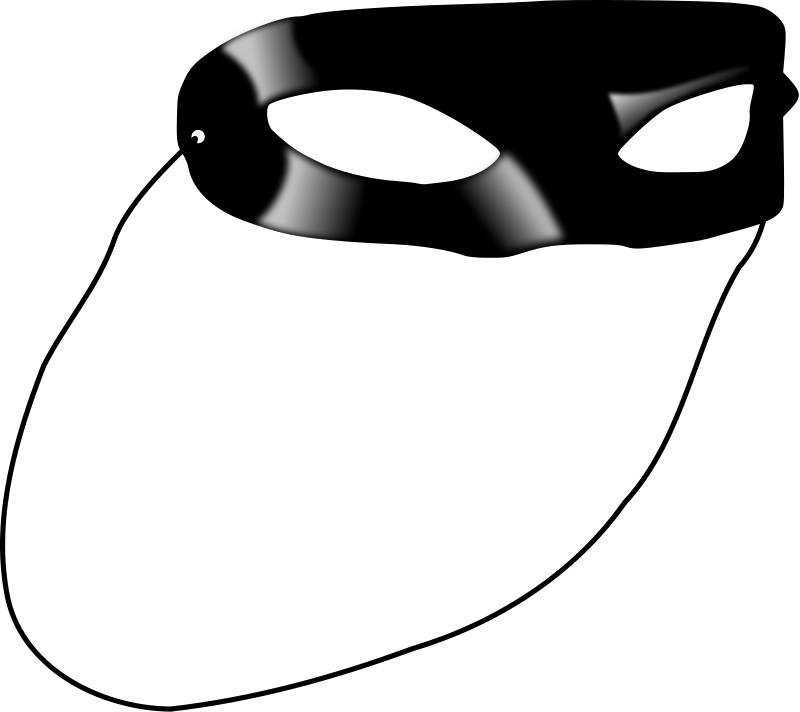

El antifaz es una máscara pequeña, a menudo redondeada, que cubre solo el área alrededor de los ojos y el espacio entre ellos. Los antifaces se han hecho especialmente comunes desde el siglo XVIII, cuando se convirtieron en una vestimenta tradicional en las manifestaciones locales particulares del Carnaval, en especial en el Carnaval de Venecia. Los antifaces se han hecho comunes en una variedad de formas de arte populares y de alta cultura.

## Nombre
La palabra antifaz proviene de las palabras ante y faz (rostro). En otros idiomas como el inglés y el neerlandés se les llama "máscara de dominó," nombre que al parecer deriva del latín dominus, que significa "señor". Se desconoce la derivación exacta.

## Historia

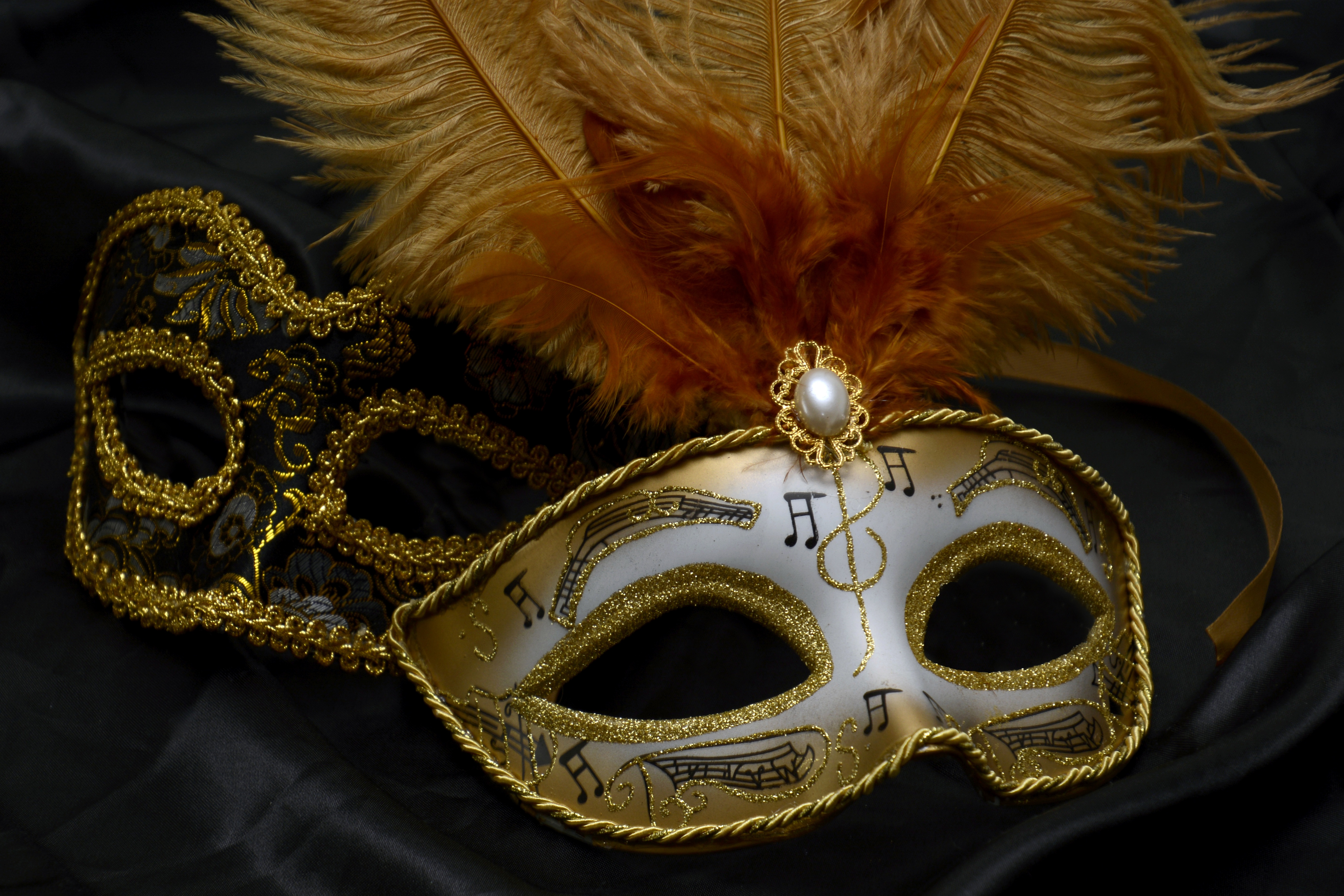
Una máscara de carnaval

Los antifaces se usan durante el carnaval, por ejemplo, en el carnaval de Venecia, donde eran parte del más extenso traje de dominó negro (aunque ocasionalmente blanco y azul) que usaban participantes tanto hombres como mujeres, y que cumplía con el requisito de la mascarada respecto a que los participantes debían ir enmascarados o disfrazados de otra manera, y que lograba los elementos de aventura, conspiración, intriga y misterio que eran distintivos de la atmósfera de la mascarada. El disfraz incluía el antifaz, así como una capa para envolver el cuerpo y, a veces, una capucha (bahoo).
El antifaz también aparece en la discusión política en culturas no occidentales a través de caricaturas políticas, aunque probablemente a través de influencias anteriores de caricaturistas europeos y estadounidenses populares (y por lo tanto exportados) del siglo XVIII: por ejemplo, Johnny Hidajat, el caricaturista de la época de la Nueva Orden en Indonesia (para periódicos como Pos Kota y Stop en Yakarta) constantemente incluía al personaje Djon Domino, y se ha argumentado una relación entre este personaje y el antifaz o máscara de dominó.

## En el arte

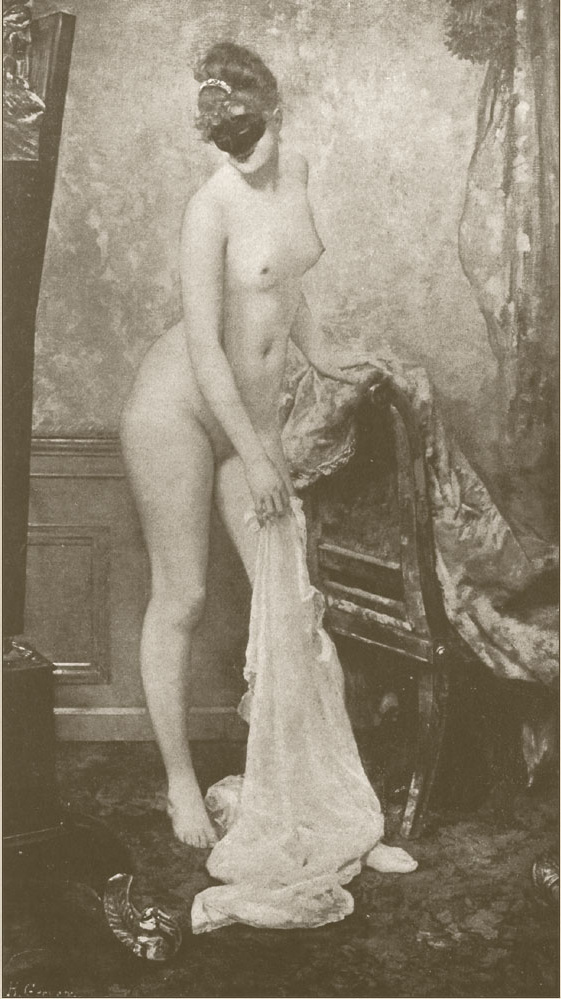
Retrato de 1885 del pintorGervex en que Marie Renard aparece con un antifaz, La Femme au Masque.

Los antifaces han aparecido en varias imágenes en el arte. La imagen de la derecha es La Femme au Masque, una pintura de Henri Gervex en 1885. El sujeto es la parisina Marie Renard de 22 años que solo lleva puesto un antifaz.
El antifaz es popular en los cómics de superhéroes, donde a menudo es usado tanto por héroes como por villanos disfrazados, o por tropos de héroes anteriores como el Zorro, el Llanero Solitario, Robin, el chico maravilla y el Avispón Verde.